# 江府町
江府町（こうふちょう）は、鳥取県の南西部に位置する町である。町名の由来は、町内を流れる日野川、俣野川、船谷川、小江尾川など「河川が合流し府（中心）となす」ところから名付けられた。日野郡に属する。

## 概要
鳥取県の西部にそびえる大山の南麓（奥大山）、岡山県との県境にある。日本最大のブナ原生林が広がり、水資源が豊富で、サントリーが進出して「奥大山の天然水」を製造している。豪雪地帯にも指定されている。
同町は過疎地域に指定されているが、町の中心部にはJR西日本伯備線と国道181号、米子自動車道が通過しており、鳥取県西部の中心都市米子市とは自動車で30分程度である（「米子都市圏」参照）。

## 地理
- 山: 毛無山、白馬山、金ヶ谷山、朝鍋鷲ケ山、三平山、笛吹山
- 川: 日野川

### 人口
| |                                        |  |
| 江府町と全国の年齢別人口分布（2005年） | 江府町の年齢・男女別人口分布（2005年） |  |
| ■紫色 ― 江府町 ■緑色 ― 日本全国 | ■青色 ― 男性 ■赤色 ― 女性              |  |
| 江府町（に相当する地域）の人口の推移 \| 1970年（昭和45年） \| 5,538人 \| \| \| 1975年（昭和50年） \| 5,025人 \| \| \| 1980年（昭和55年） \| 5,015人 \| \| \| 1985年（昭和60年） \| 4,757人 \| \| \| 1990年（平成2年） \| 4,528人 \| \| \| 1995年（平成7年） \| 4,316人 \| \| \| 2000年（平成12年） \| 3,921人 \| \| \| 2005年（平成17年） \| 3,643人 \| \| \| 2010年（平成22年） \| 3,379人 \| \| \| 2015年（平成27年） \| 3,004人 \| \| \| 2020年（令和2年） \| 2,672人 \| \| |                                        |  |
| 総務省統計局 国勢調査より |                                        |  |
| 1970年（昭和45年） | 5,538人                                |  |
| 1975年（昭和50年） | 5,025人                                |  |
| 1980年（昭和55年） | 5,015人                                |  |
| 1985年（昭和60年） | 4,757人                                |  |
| 1990年（平成2年） | 4,528人                                |  |
| 1995年（平成7年） | 4,316人                                |  |
| 2000年（平成12年） | 3,921人                                |  |
| 2005年（平成17年） | 3,643人                                |  |
| 2010年（平成22年） | 3,379人                                |  |
| 2015年（平成27年） | 3,004人                                |  |
| 2020年（令和2年） | 2,672人                                |  |

### 隣接市町村
- 鳥取県
  - 日野郡日野町
  - 西伯郡伯耆町、大山町
  - 東伯郡琴浦町
  - 倉吉市
- 岡山県
  - 真庭市
  - 真庭郡新庄村

## 歴史
- 1953年（昭和28年）6月1日 - 江尾町・神奈川村・米沢村が合併して発足[1]。
- 1954年（昭和29年）4月1日 - 日光村の一部（大字大河原・吉原）を編入[1]。
- 1954年（昭和29年）12月 - 町章を制定[6]。
- 1956年（昭和31年）8月 - 旧役場が竣工[1]。
- 1985年（昭和60年）6月1日 - 町旗を制定[7]。
- 2020年（令和2年）11月 - 現在の役場が竣工[1]。

## 行政
- 町長：白石祐治（2016年8月1日就任、2期目）
- 町議会：議員定数10人

### 役場
- 江府町役場[8]

### 姉妹都市
- 島根県西ノ島町

### 町章・町旗
- 町章は「コ」「ウ」「フ」を図案化したもので1954年12月に制定され、町旗は地色が紫で紋章が白色を規定して1985年6月1日に制定された。[6][7][1]

## 経済

### 農林業とジビエ
米や白ネギ、トマトを栽培し、乳牛や和牛を飼育している。
農作物を食害するイノシシやシカを捕殺してジビエ肉として加工・販売している。

### 工業
奥大山の水が特産であることから水工場が立地している。
- サントリープロダクツ天然水奥大山ブナの森工場
- 日野リース日野工場
- 水工場ヨーデル

### 商業
スキー場が立地している。
- 奥大山スキー場
- 鏡ヶ成スキー場

## 地域

### 大字

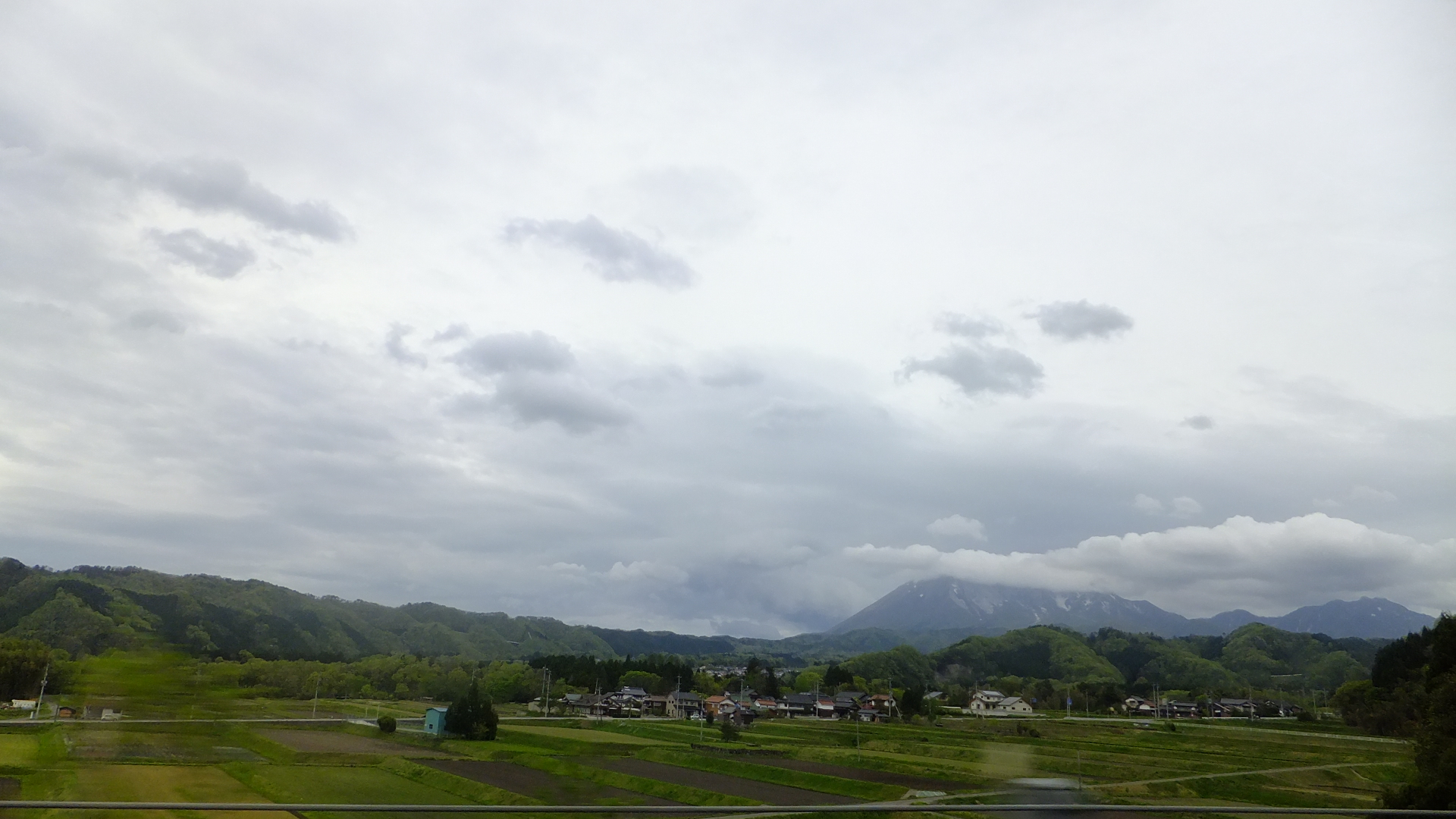
米子自動車道より見える町内（宮市地区）の街並み

| 郵便番号 | 大字名 |
| -------- | ------ |
| 689-4401 | 江尾   |
| 689-4402 | 小江尾 |
| 689-4403 | 久連   |
| 689-4411 | 武庫   |
| 689-4412 | 下安井 |
| 689-4413 | 洲河崎 |
| 689-4414 | 俣野   |
| 689-4421 | 宮市   |
| 689-4422 | 杉谷   |
| 689-4423 | 美用   |
| 689-4424 | 御机   |
| 689-4425 | 下蚊屋 |
| 689-4426 | 助沢   |
| 689-4431 | 佐川   |
| 689-4432 | 柿原   |
| 689-4433 | 吉原   |
| 689-4434 | 大河原 |
| 689-4435 | 貝田   |

### 警察・消防
- 町内には警察署はなく、日野町にある黒坂警察署が管轄している（2005年4月1日までは溝口警察署が管轄していた）。
  - 江尾駐在所
  - 江府消防署

### 図書館
- 江府町立図書館（江府町防災・情報センター内）

### 福祉
- 江府町社会福祉協議会

### 病院
- 江尾診療所

### 公園
- せせらぎ公園

### 郵便局
- 江尾郵便局
- 俣野簡易郵便局

### 金融
- 山陰合同銀行江府出張所

### 教育
- 江府町立奥大山江府学園 - 2022年4月に江府町立江府中学校と江府町立江府小学校（2009年4月に米沢、江尾、明倫、俣野の町内4校が統合）との統合により開校

## 交通

### 鉄道路線
- 西日本旅客鉄道（JR西日本）

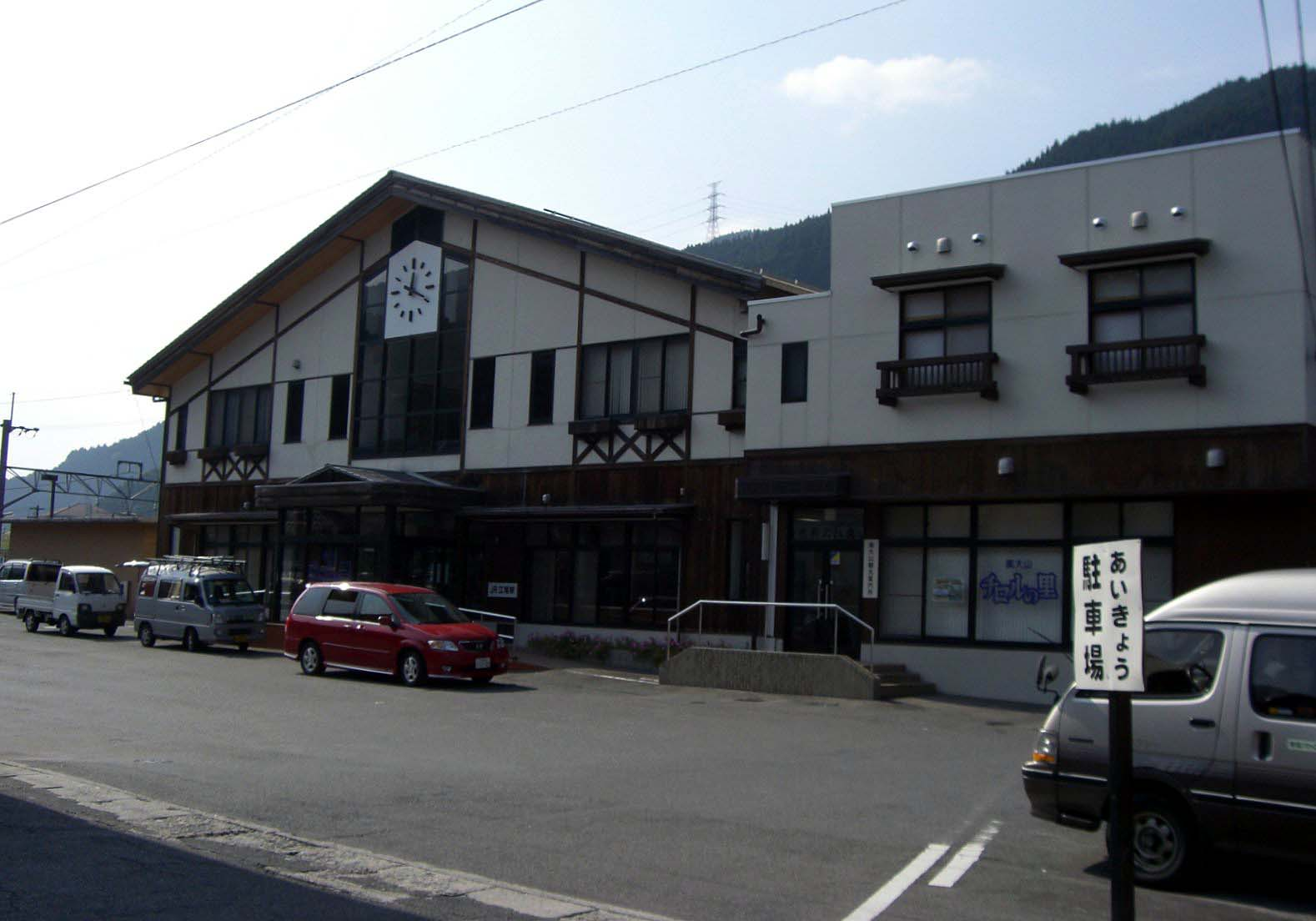
江尾駅

  - 伯備線：武庫駅 - 江尾駅（町の中心駅）

### バス
- 江府町営バス[12]
- 日ノ丸自動車日野本線バス[12]

### 道路

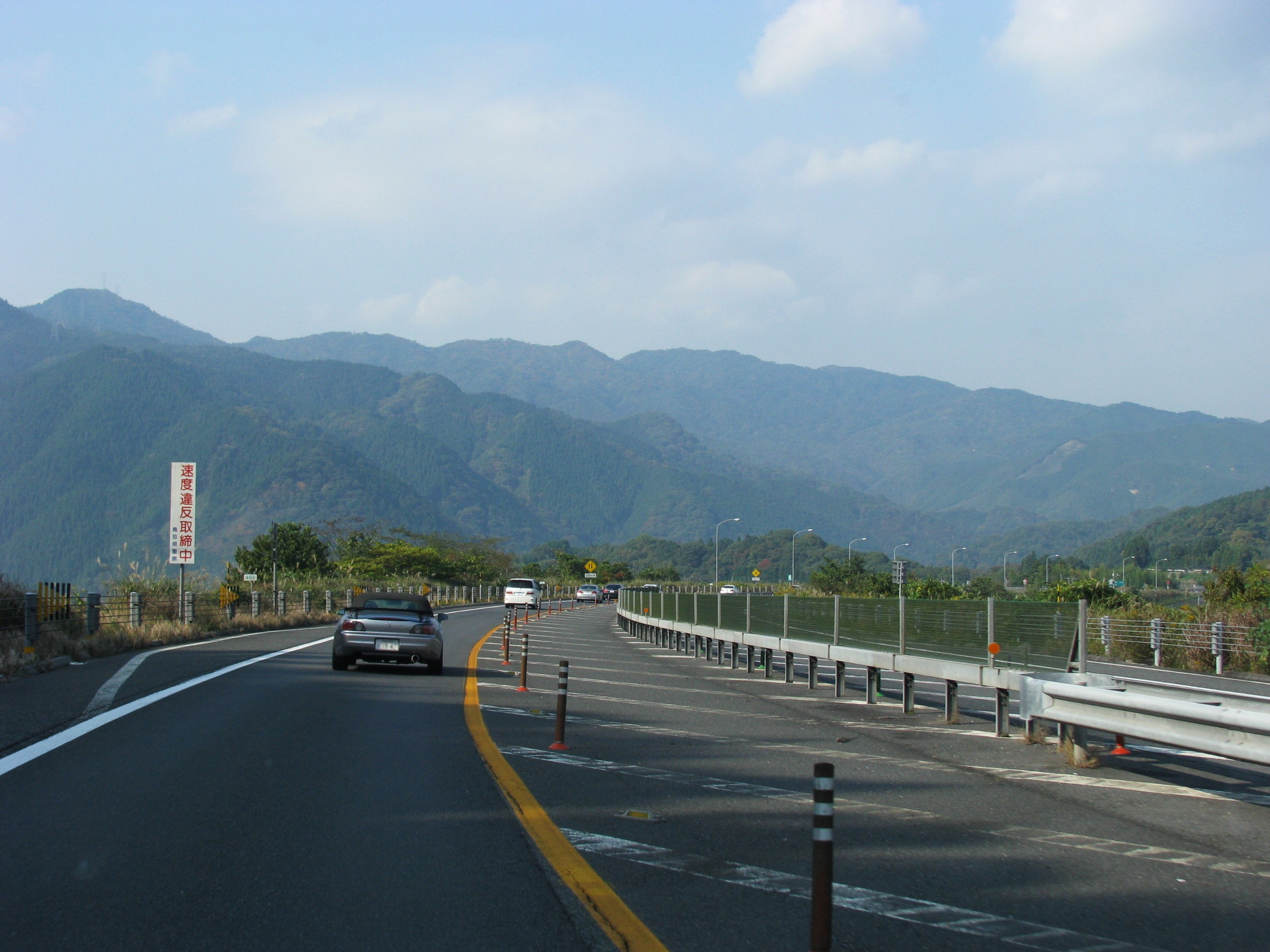
米子自動車道
宮市で撮影

#### 高速道路
- 米子自動車道
  - 江府インターチェンジ

#### 一般国道
- 国道181号（道の駅奥大山が沿道に所在）
- 国道183号（町内では全線が国道181号との重複区間）
- 国道482号

#### 県道
- 鳥取県道45号倉吉江府溝口線
- 鳥取県道52号岸本江府線
- 岡山県道・鳥取県道113号上徳山俣野江府線
- 鳥取県道・岡山県道114号大山上福田線
- 鳥取県道315号如来原御机線

## 情報通信
- 市外局番は、0859となっている[13]
  - 江尾電話交換所管轄（75、77（2000番台））
- 郵便番号は以下の通りとなっている。2006年10月16日の再編に伴い、変更された。
  - 根雨郵便局（日野町）：689-45xx、689-51xx、689-44xx

## 名所・旧跡・観光スポット・祭事・催事

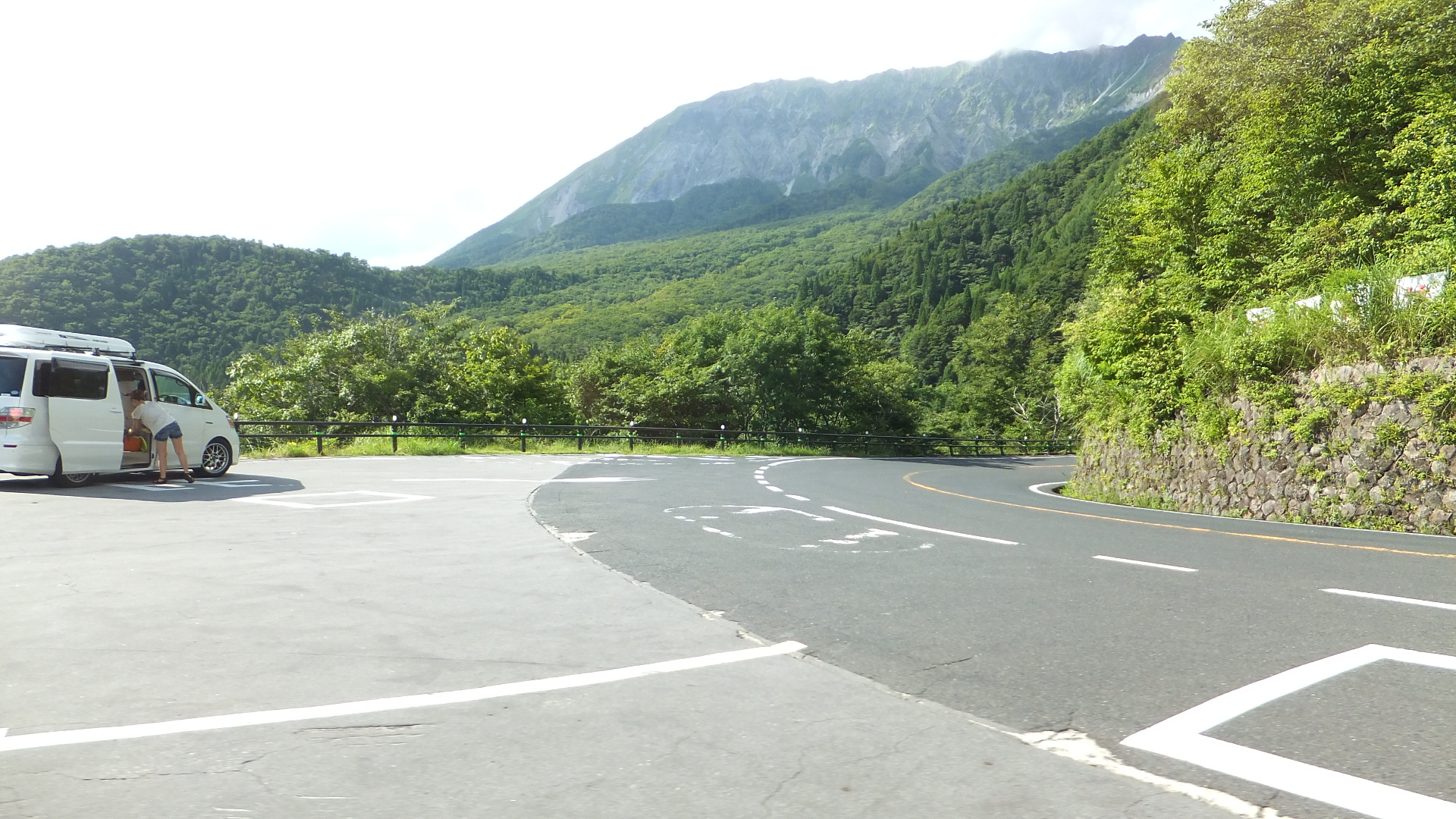
鍵掛峠

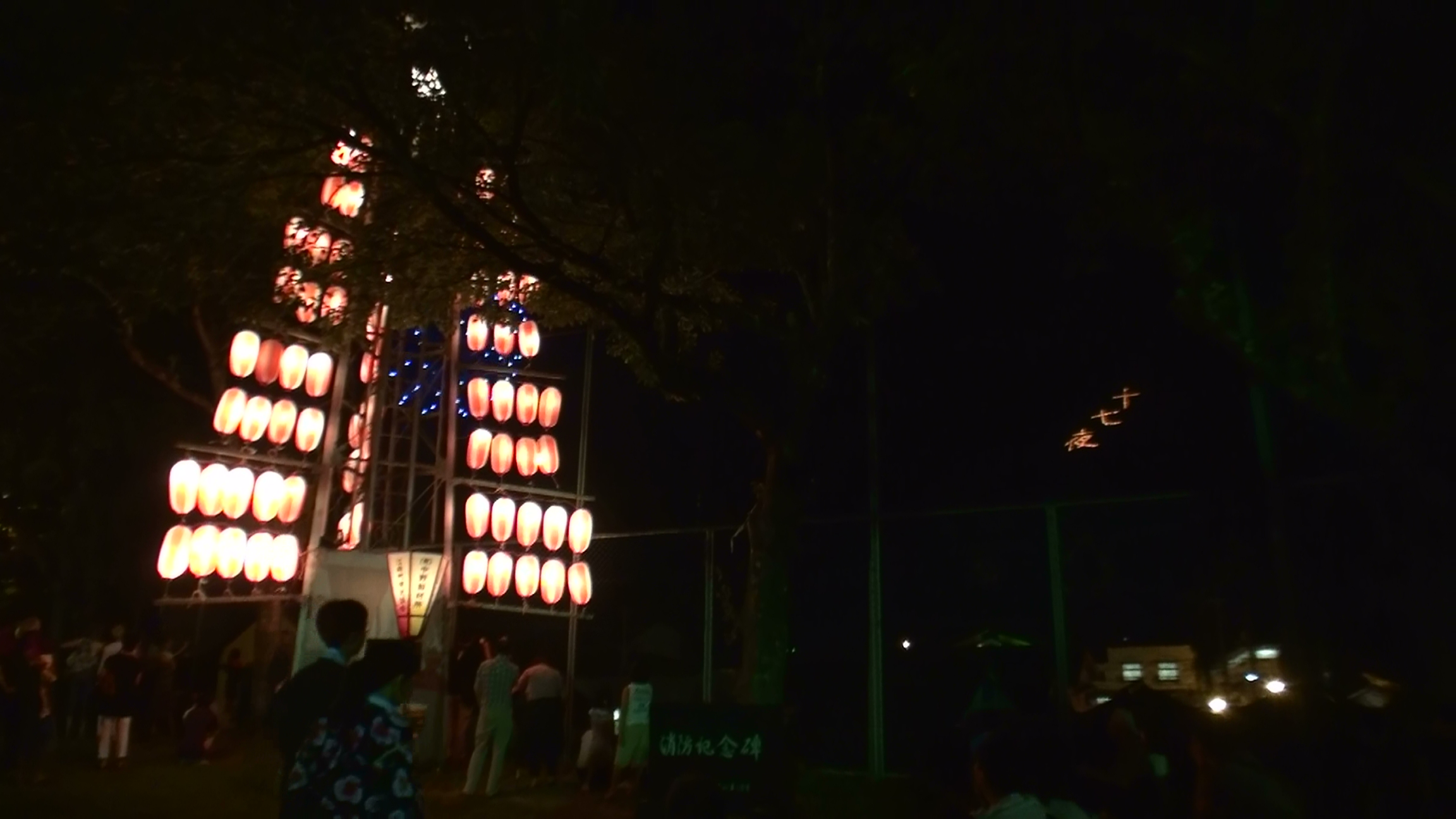
江尾十七夜

### 名所・旧跡
- 江美城：現在は民俗資料館になっている。
- 鍵掛峠
- かまこしき渓谷（天然記念物）
- 七色樫（天然記念物）
- 俣野の土居城

### 観光スポット
- 奥大山スキー場
- 鏡ヶ成（スキー場・キャンプ場・休暇村奥大山）

### 祭事・催事
- 奥大山ひなまつりコレクション（3月上旬～4月下旬）
- 江尾十七夜（8月17日）

## 江府町を舞台とした作品
- 天の蛍―十七夜物語―（2015年、今井出版）
  - 松本薫による時代小説。戦国時代、出雲国に生まれた波留（はる）を主人公とする物語。タイトルに含まれるように江尾十七夜をはじめ、江美城とその城主であった蜂塚右衛門尉も作中に登場する。2017年には同小説を原作とした漫画（作画・小村博明）も出版されている。

## 出身有名人
- 若林直美（声優）